# Крістіан Баттоккьйо
Крістіан Баттоккьйо (італ. Cristian Damián Battocchio; 10 лютого 1992, Росаріо) — італійський футболіст аргентинського походження, півзахисник клубу «Монополі».

## Клубна кар'єра
Вихованець клубів «Ньюеллс Олд Бойз» та «Удінезе». Саме в італійському клубі Крістіан і дебютував на дорослому рівні 27 лютого 2011 у грі проти «Палермо».
29 вересня 2011 він відіграв матч Ліги Європи УЄФА проти шотландського «Селтика», що завершився внічию 1–1.
30 серпня 2012 Баттоккьйо на правах оренди перейшов до англійської команди «Вотфорд». 19 липня 2013 сторони уклали трирічний контракт.
26 серпня 2014 на правах оренди переходить до італійського клубу «Віртус Ентелла».
29 серпня 2015 Крістіан уклав дворічний контракт з «Маккабі» (Тель-Авів).
19 січня 2019 Баттоккьйо вдруге повертається до французької команди «Брест».
4 лютого 2021 року підписав контракт з японським клубом «Токусіма Вортіс».
Влітку того ж року перейшов до мексиканської команди УНАМ.
2 серпня 2024 року Крістіан повернувся до Італії, де уклав угоду з командою Серії C «Монополі».

## Виступи за збірну
З 2011 по 2015 виступав у складі юнацької та молодіжної збірної Італії.

## Титули і досягнення
Кубок Тото
- «Маккабі» (Тель-Авів) (2): 2018, 2019.